# Awakening (Yellowcard)
Awakening è un singolo della band statunitense Yellowcard, pubblicato il 10 dicembre 2012 come terza canzone tratta dall'album del 2012 Southern Air. Originariamente, si trattava di una canzone che Key e Mendez avevano composto per i Big If, il progetto musicale dei due (assieme a Sean O'Donnell) nel periodo della pausa degli Yellowcard tra il 2008 ed il 2010.
La canzone è stata per la prima volta caricata su Internet dalla band l'11 luglio 2012 sul proprio sito ufficiale. L'annuncio dell'uscita del video è stato invece dato il 7 dicembre per il 10.

## Critica
Jason Tate di AbsolutePunk ha indicato Awakening come una delle migliori canzoni su Southern Air. Lo stesso Ryan Mendez l'ha indicata prima dell'uscita dell'album come una delle tracce che maggiormente non vedeva l'ora di suonare in virtù della sua energia.

## Testo
Sebbene Ryan Key non abbia mai svelato il significato del testo, vi si possono riconoscere numerosi riferimenti all'ex chitarrista della band Benjamin Harper, costretto a lasciare la band nel 2005 per divergenze con gli altri membri. Uno su tutti, la frase (riferita alla stessa canzone Awakening) nella prima strofa a song about the life that you let go ("una canzone che parla della vita che ti sei lasciato sfuggire"). Ryan parla di Harper come se fosse tuttora costantemente presente nella sua vita, quasi fosse un sogno che lo tormenta, un sogno dal quale vuole trovare un risveglio (awakening) proprio attraverso questa canzone.

## Video musicale
Il video per Awakening è stato ideato e scritto da Ryan Key ed è stato realizzato con le animazioni da Roy Fleeman. Nella storia che si racconta, gli Yellowcard sono in tour sul loro bus e si stanno spostando da una località ad un'altra. Alla stazione di rifornimento presso la quale il pullman si ferma, Ryan Key scende e va ad acquistare del cibo spazzatura nell'autogrill della stazione. Essendo notte, i suoi compagni di band stanno dormendo, e l'autobus riparte senza che nessuno si accorga che Ryan manca. Il cantante deve allora chiedere l'autostop ad un camionista col suo cane per cercare di raggiungere la località dove la band si deve esibire la sera successiva. Dopo l'autostop, è costretto a usare mezzi trovati al momento, come una bicicletta free ed un autobus, sul quale però sale di nascosto intrufolandosi nel bagagliaio perché i biglietti erano terminati. Una volta arrivato al locale dove si tiene il concerto, è già sera ed è quasi ora dell'esibizione. Ryan cerca di entrare presentando al buttafuori una sua foto e dicendo di essere il cantante della band, ma questi non lo lascia entrare. Fortunatamente trova sul retro una finestra aperta, e riesce così ad entrare appena in tempo per cominciare lo spettacolo.
Ryan Key ha affermato che l'episodio non è realmente accaduto agli Yellowcard, ma ad una band amica del gruppo alcuni anni prima, e così Key ha preso spunto da questa storia per creare un racconto di circa tre minuti e mezzo che si prestasse per un video per questa canzone.

## Formazione
- Ryan Key - voce e chitarra elettrica
- Sean Mackin - violino e seconde voci
- Longineu Parsons III - batteria
- Ryan Mendez - chitarra elettrica
- Josh Portman - basso